# 橢圓柱坐標系

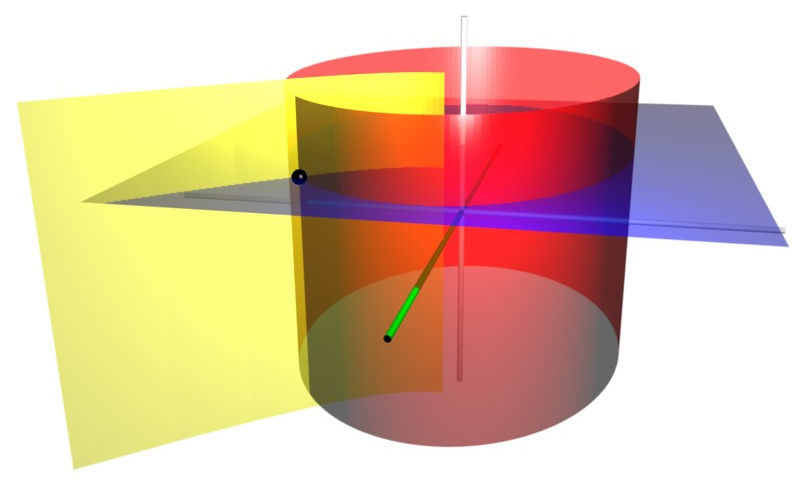
橢圓柱坐標系的幾個坐標曲面。紅色的橢圓柱面的 。藍色的薄平面的 。z-軸是垂直的，以白色表示。 x-軸以綠色表示。三個曲面相交於點 P （以黑色的圓球表示），直角坐標大約為 。包含於 xy-平面的橢圓與雙曲線的兩個焦點的直角坐標為 。

橢圓坐標系

橢圓柱坐標系（英語：Elliptic cylindrical coordinates）是一種三維正交坐標系 。往 z-軸方向延伸二維的橢圓坐標系，則可得到橢圓柱坐標系；其坐標曲面是共焦的橢圓柱面與雙曲柱面。橢圓柱坐標系的兩個焦點 {\displaystyle F_{1}} 與 {\displaystyle F_{2}} 的直角坐標，分別設定為 {\displaystyle (-a,\ 0,\ 0)} 與 {\displaystyle (a,\ 0,\ 0)} ，都處於直角坐標系的 x-軸。

## 基本定義
橢圓柱坐標 {\displaystyle (\mu ,\ \nu ,\ z)} 最常見的定義是
{\displaystyle x=a\ \cosh \mu \ \cos \nu } 、
{\displaystyle y=a\ \sinh \mu \ \sin \nu } 、
{\displaystyle z=z} ；
其中，實數 {\displaystyle a>0} ，實數 {\displaystyle \mu \geq 0} ，弧度 {\displaystyle \nu \in [0,2\pi )} ，坐標 z 是實數。
{\displaystyle \mu } 的等值曲線形成了橢圓，而 {\displaystyle \nu } 的等值曲線則形成了雙曲線：
{\displaystyle {\frac {x^{2}}{a^{2}\cosh ^{2}\mu }}+{\frac {y^{2}}{a^{2}\sinh ^{2}\mu }}=\cos ^{2}\nu +\sin ^{2}\nu =1} 、
{\displaystyle {\frac {x^{2}}{a^{2}\cos ^{2}\nu }}-{\frac {y^{2}}{a^{2}\sin ^{2}\nu }}=\cosh ^{2}\mu -\sinh ^{2}\mu =1} 。

## 標度因子
橢圓柱坐標 {\displaystyle \mu } 與 {\displaystyle \nu } 的標度因子相等：
{\displaystyle h_{\mu }=h_{\nu }=a{\sqrt {\sinh ^{2}\mu +\sin ^{2}\nu }}} 、
{\displaystyle h_{z}=1} 。
所以，無窮小體積元素等於
{\displaystyle dV=a^{2}\left(\sinh ^{2}\mu +\sin ^{2}\nu \right)d\mu d\nu dz} 。
拉普拉斯算子是
{\displaystyle \nabla ^{2}\Phi ={\frac {1}{a^{2}\left(\sinh ^{2}\mu +\sin ^{2}\nu \right)}}\left({\frac {\partial ^{2}\Phi }{\partial \mu ^{2}}}+{\frac {\partial ^{2}\Phi }{\partial \nu ^{2}}}\right)+{\frac {\partial ^{2}\Phi }{\partial z^{2}}}} 。
其它微分算子，例如 {\displaystyle \nabla \cdot \mathbf {F} } 與 {\displaystyle \nabla \times \mathbf {F} } ，都可以用橢圓柱坐標表達，只需要將標度因子代入正交坐標條目內對應的一般公式。

## 第二種定義
有時候，會用到另外一種橢圓柱坐標系 {\displaystyle (\sigma ,\ \tau ,\ z)} ，其中， {\displaystyle \sigma =\cosh \mu } ，{\displaystyle \tau =\cos \nu } 。同樣地，{\displaystyle \sigma } 的等值曲線是橢圓，而 {\displaystyle \tau } 的等值曲線是雙曲線。在這裏， {\displaystyle \tau } 必須屬於區間 {\displaystyle [-1,\ 1]} ，而 {\displaystyle \sigma } 必須大於或等於 {\displaystyle 1} 。
用橢圓柱坐標系，任何在 xy-平面上的點 {\displaystyle (\sigma ,\ \tau ,\ z)} ，其與兩個焦點的距離 {\displaystyle d_{1}} ，{\displaystyle d_{2}} 有一個很簡單的關係（回想兩個焦點 {\displaystyle F_{1}} 與 {\displaystyle F_{2}} 的坐標分別為 {\displaystyle (-a,\ 0)} 與 {\displaystyle (a,\ 0)} ）：
{\displaystyle d_{1}+d_{2}=2a\sigma } 、
{\displaystyle d_{1}-d_{2}=2a\tau } 。
因此，
{\displaystyle d_{1}=a(\sigma +\tau )} 、
{\displaystyle d_{2}=a(\sigma -\tau )} 。
第二種橢圓柱坐標有一個缺點，那就是它與直角坐標並不保持一一對應關係：
{\displaystyle x=a\sigma \tau } ，
{\displaystyle y^{2}=a^{2}\left(\sigma ^{2}-1\right)\left(1-\tau ^{2}\right)} 。

## 第二種標度因子
第二種橢圓柱坐標 {\displaystyle (\sigma ,\ \tau ,\ z)} 的標度因子是
{\displaystyle h_{\sigma }=a{\sqrt {\frac {\sigma ^{2}-\tau ^{2}}{\sigma ^{2}-1}}}} 、
{\displaystyle h_{\tau }=a{\sqrt {\frac {\sigma ^{2}-\tau ^{2}}{1-\tau ^{2}}}}} 、
{\displaystyle h_{z}=1} 。
所以，無窮小體積元素等於
{\displaystyle dV=a^{2}{\frac {\sigma ^{2}-\tau ^{2}}{\sqrt {\left(\sigma ^{2}-1\right)\left(1-\tau ^{2}\right)}}}d\sigma d\tau dz} 。
拉普拉斯算子是 
{\displaystyle \nabla ^{2}\Phi ={\frac {1}{a^{2}\left(\sigma ^{2}-\tau ^{2}\right)}}\left[{\sqrt {\sigma ^{2}-1}}{\frac {\partial }{\partial \sigma }}\left({\sqrt {\sigma ^{2}-1}}{\frac {\partial \Phi }{\partial \sigma }}\right)+{\sqrt {1-\tau ^{2}}}{\frac {\partial }{\partial \tau }}\left({\sqrt {1-\tau ^{2}}}{\frac {\partial \Phi }{\partial \tau }}\right)\right]+{\frac {\partial ^{2}\Phi }{\partial z^{2}}}} 。
其它微分算子，例如 {\displaystyle \nabla \cdot \mathbf {F} } 與 {\displaystyle \nabla \times \mathbf {F} } ，都可以用第二種橢圓柱坐標表達，只需要將第二種標度因子代入正交坐標條目內對應的一般公式。

## 應用
橢圓柱坐標最經典的用途是在解析像拉普拉斯方程或亥姆霍茲方程這類的偏微分方程式。在這些方程式裏，橢圓柱坐標允許分離變數法的使用。擧一個典型的例題，有一塊寬度為 {\displaystyle 2a} 的平板導體，請問其周圍的電場為什麼？應用橢圓柱坐標，我們可以有條不紊地分析這例題。
三維的波方程，假若用橢圓柱坐標來表達，則可以用分離變數法解析，形成了馬蒂厄微分方程 (Mathieu differential equation) 。

## 參閱
- 拉普拉斯-龍格-冷次向量